# Weizhuang (socken i Kina, Henan)
Weizhuang (kinesiska: 位庄, 位庄乡) är en socken i Kina. Den ligger i provinsen Henan, i den centrala delen av landet, omkring 57 kilometer norr om provinshuvudstaden Zhengzhou. Antalet invånare är 28 314. Befolkningen består av 14 001 kvinnor och 14 313 män. Barn under 15 år utgör 23,0 %, vuxna 15-64 år 69 %, och äldre över 65 år 7,0 %.
Genomsnittlig årsnederbörd är 656 millimeter. Den regnigaste månaden är juli, med i genomsnitt 175 mm nederbörd, och den torraste är januari, med 3 mm nederbörd.